# Sanne (Arendsee)
Sanne gehört zur Ortschaft Sanne-Kerkuhn und ist ein Ortsteil der Einheitsgemeinde Stadt Arendsee (Altmark) im Altmarkkreis Salzwedel in Sachsen-Anhalt.

## Geographie
Sanne, ein Straßendorf mit Kirche, liegt acht Kilometer südwestlich von Arendsee (Altmark). Im Westen des Dorfes fließt der Vorflutgraben Sanne-Kerkuhn über den Rademiner Fleetgraben in den Flötgraben. Östlich des Dorfes in einem Waldgebiet liegt der etwa 31 Meter hohe Butterberg.

## Geschichte

### Mittelalter bis 20. Jahrhundert
Sanne wurde im Jahre 1298 urkundlich als in villa Sannem erwähnt, als der Konvent vom Kloster Arendsee Zuwendungen der Brüder von Gladegowe (Gladigau) in Sanne bestätigte.
Im Jahre 1324 verkaufte der Rat der Altstadt Salzwedel am 30. November 1324 dem Priester Johann Görtzke eine Rente in villa sanneme. 1344 heißt es dann in villa Schannen.
Im Landbuch der Mark Brandenburg von 1375 wird das Dorf als Sannen aufgeführt, das dem Kloster Arendsee gehörte. Weitere Nennungen sind 1541 Sannen, 1687 Sannemb und 1775 Sannem oder Sanumb.
Im Südwesten des Dorfes rechts des Weges nach Fleetmark stand eine Windmühle.

### Herkunft des Ortsnamens
Der Name 1298 und 1375 Sannen ist nach Förstemann deutschen Ursprungs, abgeleitet vom Personennamen san für Schönheit.

### Andere Erwähnungen
Wilhelm Zahn meint, die Kirche in Sanne habe im Jahre 1230 der Bischof Wilhelm von Havelberg geweiht. Gottfried Wentz fand keinen Nachweis dafür.

### Eingemeindungen
Sanne gehörte bis 1807 zum Arendseeischen Kreis, danach bis 1813 zum Kanton Arendsee im Königreich Westphalen, ab 1816 kam es in den Kreis Osterburg, den späteren Landkreis Osterburg in der preußischen Provinz Sachsen.
Am 20. Juli 1950 wurde die bis dahin eigenständige Gemeinde Kerkuhn nach Sanne eingemeindet. Am 25. Juli 1952 wurde Sanne dem Kreis Osterburg zugeordnet.
Die Gemeinde Sanne wurde 1990 in Sanne-Kerkuhn umbenannt und zwar juristisch am 19. Juli 1990 und statistisch am 1. August 1990. Am 1. Juli 1994 wurde die Gemeinde Sanne-Kerkuhn in den Altmarkkreis Salzwedel umgegliedert.
Durch einen Gebietsänderungsvertrag beschloss der Gemeinderat der Gemeinde Sanne-Kerkuhn am 27. Mai 2009, dass die Gemeinde Sanne-Kerkuhn in die Stadt Arendsee (Altmark) eingemeindet wird. Dieser Vertrag wurde vom Landkreis als unterer Kommunalaufsichtsbehörde genehmigt und trat am 1. Januar 2010 in Kraft.
So kam der Ortsteil Sanne der Gemeinde Sanne-Kerkuhn (die ursprüngliche Gemeinde Sanne) am 1. Januar 2010 zur Stadt Arendsee (Altmark) und zur neu gebildeten Ortschaft Sanne-Kerkuhn.

### Einwohnerentwicklung
| Jahr | Einwohner |
| ---- | --------- |
| 1734 | 133       |
| 1774 | 106       |
| 1789 | 122       |
| 1798 | 120       |
| 1801 | 112       |
| 1818 | 125       |
| 1840 | 149       |
| 1864 | 174       |

| Jahr | Einwohner |
| ---- | --------- |
| 1871 | 171       |
| 1885 | 171       |
| 1892 | [00]158   |
| 1895 | 168       |
| 1900 | [00]242   |
| 1905 | 216       |
| 1910 | [00]219   |
| 1925 | 224       |

| Jahr | Einwohner |
| ---- | --------- |
| 1939 | 243       |
| 1946 | [00]676   |
| 1964 | 249       |
| 1971 | 279       |
| 1981 | 242       |
| 2011 | 182       |
| 2012 | 178       |
| 2013 | 181       |

| Jahr | Einwohner |
| ---- | --------- |
| 2014 | 180       |
| 2015 | 176       |
| 2016 | 176       |
| 2017 | 165       |
| 2020 | [00]159   |
| 2021 | [00]162   |
| 2022 | [0]159    |
| 2023 | [0]160    |

Quelle, wenn nicht angegeben, bis 1981: 2011–2017

## Religion
- Die evangelische Kirchengemeinde Sanne wird heute betreut vom Pfarrbereich Arendsee im Kirchenkreis Stendal im Bischofssprengel Magdeburg der Evangelischen Kirche in Mitteldeutschland.[21]
- Im Jahre 1903 gehörten zur Pfarrei Sanne bei Kallehne im Landkreis Osterburg die Kirchengemeinden Sanne, Kerkuhn und Thielbeer, sowie die Schulgemeinde Zühlen.[22]
- Die ältesten überlieferten Kirchenbücher für Sanne stammen aus dem Jahre 1673.[23]
- Die katholischen Christen gehören zur Pfarrei St. Laurentius in Salzwedel im Dekanat Stendal im Bistum Magdeburg.[24]

## Kultur und Sehenswürdigkeiten
Die evangelische Dorfkirche Sanne, eine Feldsteinkirche, wurde im 13. Jahrhundert errichtet.

## Söhne und Töchter des Ortes
- Michael Jakobi (1618–1663), Kantor und Kirchenmusiker in Kiel und Lüneburg